# Nationaal park Tarangire
Het Tarangire National Park ligt in het noorden van Tanzania in het district Manyara. De naam van het park is ontleend aan de Tarangire rivier die door het beschermde gebied loopt. Deze rivier is in de droge tijd de voornaamste levensader voor de wilde dieren in het gebied. Het hele ecosysteem wordt bepaald door de trek over lange afstand van grote hoefdieren als wildebeesten en zebra's. Gedurende de jaarlijkse droogteperiode verzamelen de dieren zich hier om zich voort te planten.

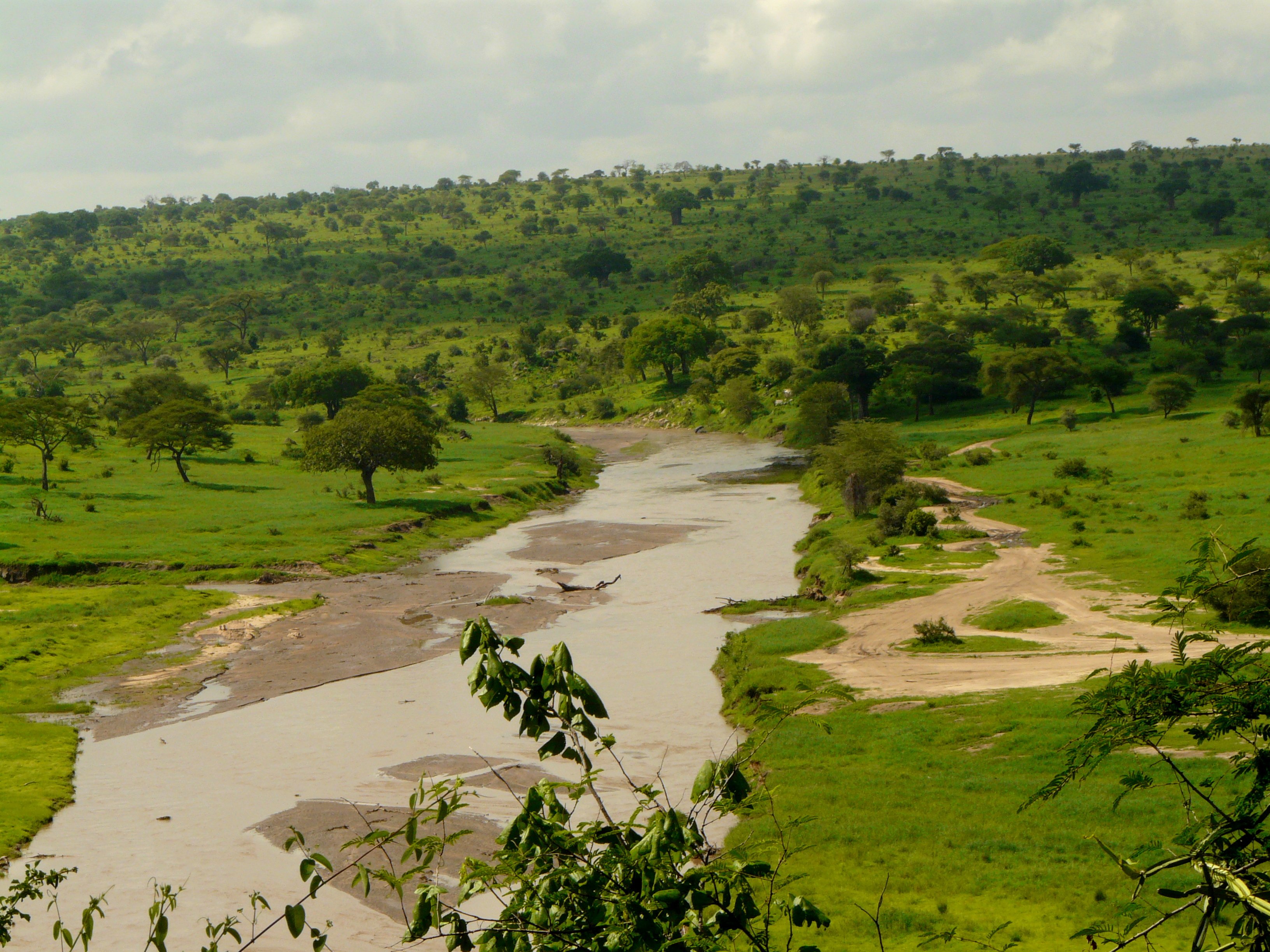
De rivier de Tarangire in het gelijknamige nationale park

## Flora en fauna
Het park is vooral bekend door de hoge dichtheid aan savanneolifanten (Loxodonta africana). In het droge seizoen tussen juni en november kunnen bezoekers grote kuddes hoefdieren verwachten met duizenden steppenzebra's (Equus quagga), gnoes (Connochaetes taurinus) en kafferbuffels (Syncerus caffer) en andere diersoorten waaronder waterbokken (Kobus ellipsiprymnus), masaigiraffen (Giraffa tippelskirchi),dikdiks (Madoqua), impala's (Aepyceros melampus), elandantilopes (Taurotragus oryx),
grantgazelles (Nanger granti) en verder grote roofdieren zoals leeuwen (Panthera leo en luipaarden (Panthera pardus).